# Dittico dell'Annunciazione (Previtali)
Il dittico dell'Annunciazione si compone di due dipinti a olio su tavola di Andrea Previtali realizzati originariamente per la chiesa di Santa Maria Madre del monastero Matris Domini di Bergamo, venendo poi diviso durante le spoliazioni napoleoniche, quando il monastero rischiò di essere richiuso per le soppressioni. 

## Storia
Le due tavole raffigurano la "Trinità che incorona la Vergine", e l'Annuncio dell'angelo annunciante alla giovane annunciata. 

Il dittico fu commissionato per la chiesa del monastero Matris Domini di Bergamo, e la tavola dell'Annunciazione è indicata nell'inventario del 1797: 
, e successivamente indicato nel catalogo dei quadri più preziosi e nei monumenti di Bergamo del 1798 :
 diventando proprietà della pinacoteca di Brera nel 1811 quando il museo aveva fatto una seconda scelta delle opere che voleva per il museo, come indicato nel documento conservato nell'archivio di Bergamo : 
L'essere sconosciuto il pittore che l'ha dipinto portò il lavoro a essere consegnato inferiore, e lasciato in deposito presso la chiesa di Cernobbio da dove venne nel 1899 illecitamente venduto finendo nel mercato dell'antiquariato passando alla collezione Contini Bonacossi fiorentina, che la cedette nel 1937 al collezionista, amico e cliente newyorchese Samuel Henry Kress, grande conoscitore del Rinascimento italiano. Fu il critico Roberto Longhi che la considerò lavoro del bergamasco e ne confermò l'attribuzione, forse proprio il Longhi comprese l'importanza del dipinto e ne consigliò l'acquisto al Contini. Anche i critici moderni come il Facchinetti, Mauro Zanchi e Il Colalucci ne confermano l'attribuzione.

Anche la tavola raffigurante Trinità che incorona la Vergine non fu da subito considerata lavoro del Previtali. Per questo fu lasciata in deposito a Rovellasca in provincia di Como facendo poi ritorno a Brera nel 1895. Nel 1998 fu studiata e considerata parte integrante del dittico originariamente presente in Matris Domini. Nell'inventario redatto dal Dipartimento del Serio relativo i quadri portati a Brera è indicata: 
. Ma purtroppo il dittico era ormai stato diviso e conservato in musei molto lontani.

## Descrizione
Il dittico si compone di due tavole. In quella inferiore vi è la raffigurazione dell'Annunciazione, mentre quella superiore semicircolare, raffigura la Trinità che incorona la Vergine. Le due tavole erano inserite in una cornice lignea, probabilmente di semplice fattura andata perduta:
Annunciazione
La tavola è conservata presso il Brooks Museum of Art di Memphis e raffigura il momento dell'annuncio a Maria da parte dell'arcangelo Gabriele che sarà lei la madre del Salvatore del mondo, mentre tra di loro vola la colomba dello Spirito Santo. La scena si svolge in un ambiente rinascimentale, del tempo del Previtali, carico di particolari che rendono famigliare quasi intimo il contatto tra i due personaggi raffigurati. La Vergine è posta sul lato destro della tavola inginocchiata presso il leggio, con la mano al petto a indicare la sua umiltà e il suo senso di ubbidienza. L'angelo compare sulla parte sinistra nell'atto di porgere un lungo ramo di giglio, segno di purezza. L'abito bianco pare avvolgerlo come una nuvola. Indica la colomba dello Spirito Santo che vola sopra di loro. Il soffitto della stanza e a cassettoni mentre un capocielo è posto sul capo della giovane.
Trinità che incorona la Vergine
La tavola presenta assonanze con il dipinto Trinità di Lorenzo Lotto con cui il Previtali aveva ottimi rapporti di amicizia. Previtali riprese nuovamente il lavoro del Lotto nel Redentore Benedicente del Polittico di Santo Spirito, firmato e datato 1525, commissionato dalla famiglia di Bartolomeo Gozzi che aveva il giuspatronato della cappella nella chiesa di Santo Spirito. Questo fa supporre che il lavoro sia stato realizzato nel medesimo anno.
La tavola centinata raffigura Dio padre posto nella parte superiore di grandi dimensioni a braccia aperte, nel cielo illuminato da una luce dorata. La colomba dello Spirito Santo è posta tra le sue braccia e sotto di lui Gesù inginocchiato rappresentato nell'atto di porre la corona sopra il capo di Maria sua madre che è inginocchiata con le mani giunta in preghiera di fronte a lui. Il manto della Vergine è retto da un angelo mentre uno stuolo di angeli musici  sono posti lateralmente. Il globo con la croce è posto tra la donna e il figlio.